# FC Alpe Adria
Der FC Alpe Adria ist ein österreichischer Fußballverein aus der Kärntner Stadt St. Veit an der Glan. Er entstand 1989 aus dem Zusammenschluss der beiden Stadtklubs SV St. Veit/Glan und SC Amateure St. Veit/Glan und spielte 2015/16 in der fünftklassigen Unterliga Ost. Wenige Wochen nach Saisonende wurde bekannt gegeben, dass der Verein sich freiwillig in die "2. Klasse" (die überhaupt unterste Spielklasse) zurückziehen will, jedoch wurde auch dies nicht vollzogen, denn in der Saison 2016/17 spielt kein Klub aus der Stadt St. Veit in der Herren-Meisterschaft (Quellen: Spielpläne des Kärntner Fußballverbandes).

## Geschichte

### 1946 bis in die 1970er
Der FC St. Veit fußt auf seine beiden Vorgängerklubs, beide Kärntner Traditionsvereine.
Der SCA St. Veit (SC Amateure St. Veit) wurde als ATUS St. Veit und als Allroundverein kurz nach dem Ende des Zweiten Weltkriegs gegründet.
Der SV St. Veit wurde im Jahre 1950 ins Leben gerufen und stieg bereits 1953 als Kärntner Landesmeister in die zweitklassige Tauernliga auf. In der dritten Saison kam jedoch der Abstieg, der durch zwei Niederlagen in der Relegation gegen den Wolfsberger AC nicht verhindert werden konnte. Ein neuer Aufschwung kam knapp zwanzig Jahre später mit dem Aufstieg 1973 in die nunmehr zweitklassige Regionalliga Mitte. Dies wurde just in dieser Saison 1973/74 von der neuen Nationalliga abgelöst, der SV St. Veit/Glan verpasste die Qualifikation nur um einen Platz hinter dem SV Rapid Lienz.
1974 qualifizierte sich der SV St. Veit/Glan rund um Stürmerstar Günther Golautschnig und um Kapitän Rudolf "Nocki" Türk in den Relegationsspielen gegen SK Vorwärts Steyr und WSV Liezen für die 2. Division. Hier konnte sich der Verein längerfristig etablieren und traf (u. a. auch) auf den Stadtrivalen SC Amateure St. Veit/Glan, der nur ein Jahr nach dem SV St. Veit/Glan in die 2. Division aufgestiegen war und dabei in der Aufstiegsrelegation SK Amateure Steyr und WSV Liezen ausgeschaltet hatte. In den folgenden fünf Saisonen kam es nun zu Stadtderbys zwischen SV und SCA.
Adolf Funder, ein St. Veiter Großindustrieller, trat als großzügiger Sportmäzen beider Vereine auf und brachte Spieler wie Franz Hasil oder Lothar Emmerich nach St. Veit bzw. zu Austria Klagenfurt.

### Sensationelle Ergebnisse im ÖFB-Cup
1977 gelang dem SV über den SK Sturm Graz und den SV Austria Salzburg als Zweitligist der Einzug in das Halbfinale des ÖFB-Cups, wo man dem Wiener Sport-Club 1:2 unterlag. 1980 wurde das Kunststück wiederholt, diesmal scheiterte der SV mit einem 1:2 beim SV Austria Salzburg. Zweimal, 1978 und 1987, kam der Club ins Cupviertelfinale.
Der SCA St. Veit kam 1978, 1979 und 1980 jeweils im Sechzehntelfinale des ÖFB-Cups und scheiterte durchwegs an österreichischen Traditionsklubs: Der Linzer ASK, die Austria Klagenfurt und der damalige Großklub VOEST Linz hießen die Gegner. 1981 spielte der SCA im Achtelfinale und unterlag Admira-Wacker. – Bezüglich der Meisterschaft der 2. Division ist mit einem 8:0-Auswärtssieg am 27. Mai 1978 beim ASK Salzburg ein erwähnenswertes Resultat gelungen.
Junge Eigenbauspieler und Spieler aus der Region Mittelkärnten wie Franz Zore (später FK Austria Wien), Franz Wohlfahrt (später FK Austria Wien und VfB Stuttgart) und Günther Vidreis (später u. a. bei SK Sturm Graz, VfB Mödling, First Vienna FC 1894 und VOEST Linz) für den SV St. Veit und Walter Knaller (später Admira Wacker) und Richard Burger (später Grazer AK) für den SCA spielten in dieser Periode in der Herzogstadt.

### Die 1980er Jahre
Während die Amateure 1980/81 nach zwei Kärntner Meistertiteln und fünf Jahren in der Bundesliga, 2. Division, nach dem Ausfall des Großsponsors Adolf Funder in die Landesliga abstiegen und später sogar wieder in die Unterliga und weiter in die 1. Klasse mussten, konnte der SV St. Veit/Glan, finanziell durch den Ausfall des Sponsors Funder auch schon schwer angeschlagen 1982/83 unter Obmann Fritz Kimeswenger indes sogar den ersten Platz belegen und damit gemeinsam mit dem Favoritner AC in die 1. Division aufsteigen. Euphorisiert gewannen die St. Veiter auch gleich ihr erstes Spiel 1983/84 gegen den SK VÖEST Linz mit 2:0 und führten in der nächsten Partie am Tivoli gegen die SSW Innsbruck ebenfalls mit zwei Toren, wobei man sich noch mit einem Unentschieden zufriedengeben musste. Dennoch kamen bis heute unerreichte 6.000 Zuschauer zum Heimspiel im Stadion gegen den späteren Meister Austria, der mit einem 5:1-Auswärtssieg den Herzogstädtern klar die Grenzen aufzeigte. Letztlich landete der SV St. Veit/Glan auf dem 14. von 16 Plätzen und damit in der Relegation, die man allerdings gegen die Donawitzer SV Alpine verlor.
Die verlorene Relegation bedeutete eine entscheidende Wende in der Vereinsgeschichte, wie im St. Veiter Fußball. Bereits in der Saison 1986/87 landete der SV St. Veit/Glan an der letzten Stelle des unteren Play-offs und stieg damit in die Landesliga ab.

### Die Fusion

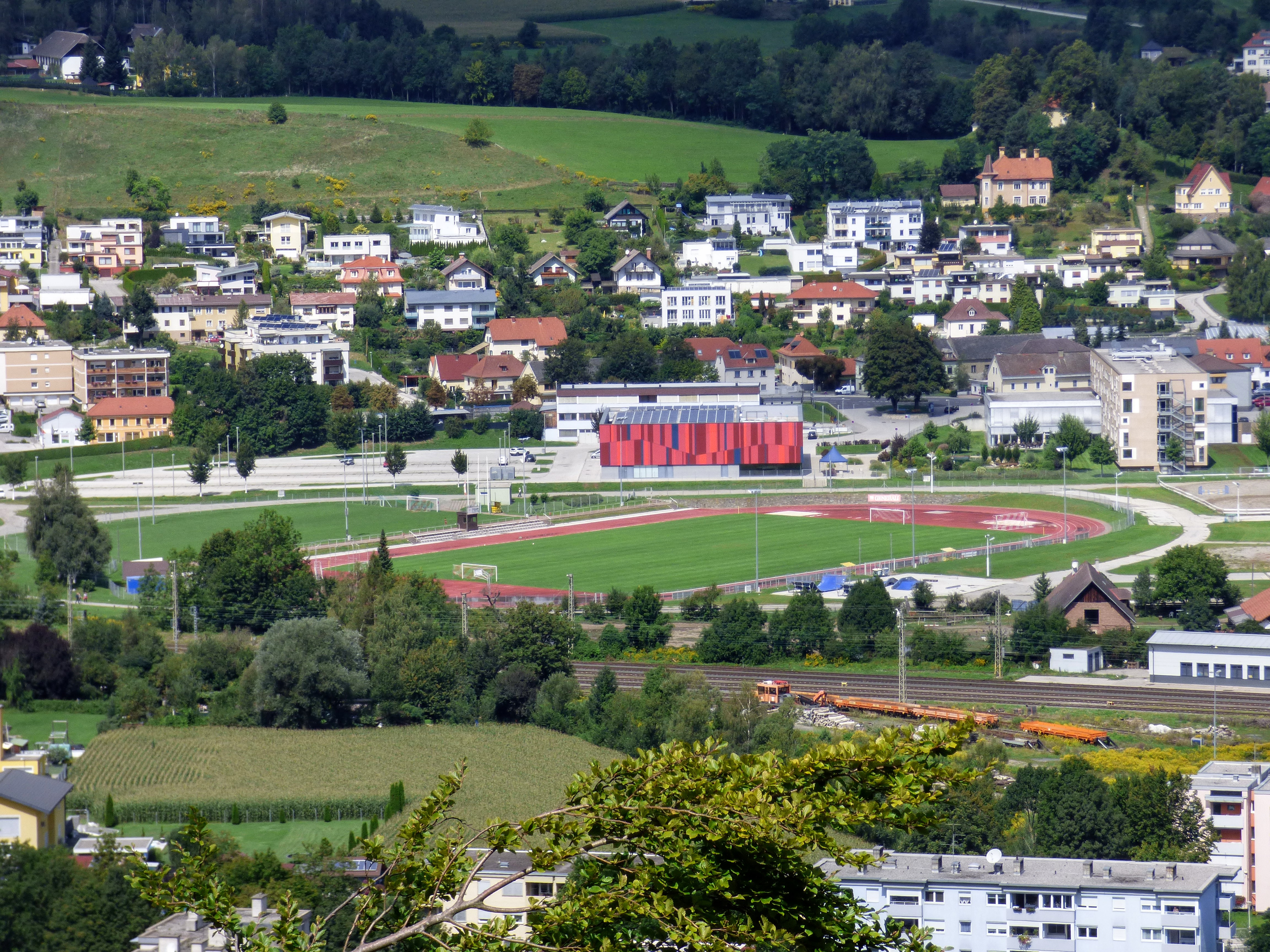
Das Rennbahngelände in St. Veit

Die Saison 1988/89 beendete der SV im Tabellen-Mittelfeld der Kärntnerliga, der SCA war mit nur einem Punkt und einer Tordifferenz von 14:125 das Schlusslicht der Unterliga Ost. Daraufhin kam es schließlich zum Zusammenschluss der beiden Vereine, wobei nach Verbauung des Stadions Prinzhoferstraße des SV auf der Rennbahn der Amateure gespielt wurde. Einen sportlichen Tiefpunkt gab es 1992/93, als der nunmehr als FC St. Veit auftretende Klub in die Unterliga (Gruppe Ost) absteigen musste, jedoch gelang unter Trainer Albert "Bertl" Parth der sofortige Wiederaufstieg

1998 bis 2003 gelang die Teilnahme an der neuen Regionalliga Mitte, danach spielte der Klub in der Landesliga. Am 30. Juni 2005 wurde die Jacques-Lemans-Arena als neues Heimstadion eröffnet.
In der Saison 2005/06 verpasste der FC St. Veit den Titel der Kärntner Landesliga äußerst knapp gegenüber der Spielgemeinschaft FC Kärnten/Welzenegg. Das Direktmatch gab es in der letzten Runde; St. Veit gewann zwar 2:1, was bei Punktegleichheit eine Tordifferenz von 74:28 von St. Veit gegenüber 74:26 des Konkurrenten ergab. Zwei Jahre später war es aber so weit: Am 9. Mai 2008, also vier Runden vor Schluss, sicherte sich der FC St. Veit/Glan durch einen 2:0-Sieg gegen Landskron vorzeitig die Meisterschaft der Kärntner Landesliga,  (am Ende hatte St. Veit 13 Punkte Vorsprung auf den Zweitplatzierten FC Nußdorf-Debant).

Das Team aus der Herzogstadt St. Veit an der Glan spielte zwischen 2008 und 2010 zwei Jahre in der Regionalliga Mitte. 2010/11 spielte der FC St. Veit in der Kärntner Liga nur eine untergeordnete Rolle.

Am 22. Juni 2014 beschloss die Generalversammlung des Klubs die Umbenennung auf "FC Alpe Adria", um damit eine kulturelle Komponente mit dem oberitalienischen Raum zu initiieren.

In der Saison 2014/15 musste der Verein eine sportliche Niederlage hinnehmen, weil er in die Unterliga abstieg. Der Abstieg wurde in der letzten Runde am 12. Juni 2015 besiegelt, als man im Direktduell gegen den SV Spittal zuhause 0:2 verlor (den Spittalern hätte ein Unentschieden genügt).

### Beendigung des Spielbetriebes und Neubeginn
Nach der Meisterschaft 2015/16 stieg der auf Endrang 9 der Unterliga Ost platzierte Verein aus dem Meisterschaftsbetrieb aus. Spieler- und Geldmangel waren die Gründe. Es war zwar lange versucht worden, doch noch fortzusetzen, wobei auch der freiwillige Abstieg in die unterste Spielklasse (2. Klasse) in Erwägung gezogen wurde. Ab der Saison 2017/18 startete der FC St. Veit tatsächlich in der 2. Klasse (in der regionalen Gruppe "D") mit neuen Funktionären; es war dies praktisch erstmals in der Vereinsgeschichte des aus dem SV St. Veit hervorgegangenen Klubs, dass er in der Nachkriegszeit in der untersten Spielklasse spielte. Der Name "FC Alpe Adria" ist aktuell allerdings wieder weggefallen. Siehe bitte dazu auch die Internetseite des Kärntner Fußballverbandes (KFV). Am 4. Juni 2018 wurde der Spielbetrieb aufgrund des Konkurses eingestellt. Als Grund werden fehlende Sponsorgelder und ausstehende Transfergelder angegeben.

## Bekannte Spieler und Trainer
Die bekanntesten Spieler beim FC Alpe Adria bzw. FC St. Veit oder SV St. Veit sind oder waren u. a.:
| - Kemal Beharić - Hans-Peter Buchleitner - Richard Burger - Werner Bürgler - Carlos Walter Ariel Chaile - Friedrich Csarmann - Goran Dasovic - Matthias Dollinger - Martin Ehrenreich - Michael Flajs - Günther Golautschnig - Miroslav Grbic - Franz Hasil - Alfons Horvatić - Egon Katnik - Ewald Kibler - Herwig Kircher | - Gerald Kogler - Radek Kozlik - Józef Kurzeja - Józef Kwiatkowski - Manfred Mertel - Andreas Morak - Franco Moser - Michael Novak - Ernst Ogris - Lechosław Olsza - Daniel Pirker - Helmut Pirker - Karl Plassnig - Adolf Preschern - Branko Puljic - Milan Rasinger - Leopold Rotter | - Otto Saliternig - Walter Schoppitsch - Diego Seoane - Ryszard Sobiesiak - Andrej Tasic - Sinisa Todorovic - Ivan Topalović - Frigyes Tuboly - Günther Vidreis - Heimo Vorderegger - Kurt Widmann - Franz Wohlfahrt - Mario Wohlfahrt, Bruder von Franz Wohlfahrt - Branko Zibert - Franz Zore |

Trainer waren u. a.:
| - Angelo Devescovi - Michael Flajs - Martin Kaiser - Egon Katnik | - Helmut Kirisits - Helmut Kreuzer - Walter Ludescher | - Nedim Omerhodzic - Walter Rath sen. (6. Juni 1923 – 10. März 1995) - Leopold Rotter als Spielertrainer |

## Frauenfußball
Die Frauen-Kampfmannschaft wurde vom SK Austria Kärnten übernommen und in die Vereinsstrukturen des FC St. Veit eingegliedert, jedoch wieder 2009 an den SK Austria Kärnten abgegeben. 2011 wurde sie wieder vom FC St. Veit übernommen. 2013 wurde die Mannschaft in Carinthians – Soccer Women umbenannt. Unter diesem Namen spielte das Team in der Österreichischen Frauen-Bundesliga und gilt als die beste Damenmannschaft in Kärnten. Ihre Heimspiele tragen die Spielerinnen auf dem Sportplatz Glanegg aus.